# Wolfmother (ep)
Wolfmother is de debuut-ep van Wolfmother. Hij werd in maart 2005 in Europa uitgebracht, bijna een half jaar later dan in de Verenigde Staten waar de ep in oktober 2004 uitkwam.
Het artwork werd ontworpen door Myles Heskett en Jude Robinson

## Track listing
1. Dimension
2. Woman
3. Apple Tree
4. White Unicorn